# Johannes Bouwmeester
 (novembre 2024).
Si vous disposez d'ouvrages ou d'articles de référence ou si vous connaissez des sites web de qualité traitant du thème abordé ici, merci de compléter l'article en donnant les références utiles à sa vérifiabilité et en les liant à la section « Notes et références ».
Johannes Bouwmeester, né le 4 novembre 1634 à Amsterdam et mort le 22 octobre 1680 dans la même ville, est un médecin et philosophe néerlandais.

## Famille
Son père, Claes Bouwmeester, est tailleur de métier et plusieurs membres de la famille étaient fabricants d'instruments de musique. Il est né à Amsterdam.
Le 10 mai 1679, il se fiance ou se marie avec Maria Oortmans (1652-1720), fille de Petronella de la Court et Adam Oortmans. Le 18 août 1680, leur fils Nicolaes Bouwmeester est baptisé et meurt probablement peu de temps après. Le 22 octobre 1880, Johannes Bouwmeester est enterré dans le Nieuwe Kerk à Amsterdam.

## Parcours intellectuel et artistique
Son inscription en 1651 en médecine et philosophie, à l'université de Leyde conduit à l'obtention de son diplôme de médecine en 1658. Dans la seconde moitié des années 1660, il se rend en Italie, où, le 30 septembre 1667, il s'inscrit en droit à l'université de Padoue.
En 1669, comme les autres membres du cercle spinoziste, il est choqué par la mort de son ami Adriaan Koerbagh, jugé pour avoir publié un texte contre la religion chrétienne. Adriaan est condamné pour blasphème en 1668 à dix ans de détention et de travaux forcés à Amsterdam, avec une amende de 4 000 florins, suivi de l'exil à la fin de sa peine. Après quelques mois emprisonnement, son ami Koerbagh meurt en octobre 1669, à l'âge de 36 ou 37 ans, dans les geôles du Rasphuis.
En 1678, il devient co-directeur du Théâtre de Van Campen avec son ami Meyer et Jan Pluimer. Bouwmeester a travaillé avec David Lingelbach sur une évaluation de l'œuvre du poète Willem Godschalck van Focquenbroch.

## Nil volentibus arduum
Il est membre fondateur de la société littéraire Nil Volentibus Arduum.
Il est un ami proche de Lodewijk Meyer, cofondateur de Nil volentibus arduum, et connaissait amicalement les philosophes Baruch Spinoza et Adriaan Koerbagh.

## Traducteur
En 1672, il traduit en néerlandais le roman/nouvelle philosophique panthéiste arabe écrit par Ibn Tufayl à la fin du XIIe siècle : Het leeven van Hai Ebn Yokdhan [« La vie de Hai ibn Yokdhan »], basé sur une traduction latine antérieure d'Edward Pocock, et publié à Amsterdam par Jan Rieuwertsz.
Dans ce roman, Ibn Tufayl décrit l'éducation en autodidacte et les progrès dans la connaissance d'un être humain vivant seul sur une île inhabitée, sa rencontre avec un autre homme puis sa tentative infructueuse d'insertion dans une société humaine.

## Spinoza
Au moins une lettre de Spinoza à Bouwmeester (n° 37) est connue et une autre lettre à un correspondant anonyme, lui a peut-être également été adressée (n° 28), bien que cela soit généralement présenté de manière incertaines dans la plupart des éditions de la correspondance de Spinoza. En 1663, il écrit un poème latin pour les Renati Descartes principia philosophiae de Spinoza et il est également considéré comme l'auteur du petit poème sous le portrait gravé de Spinoza trouvé dans certaines éditions de l' Opera posthuma (1677).
Johannes Bouwmeester a participé à la publication des œuvres, articles et œuvres posthumes de son ami Spinoza.